# Colegiul Național „George Coșbuc” din Cluj-Napoca

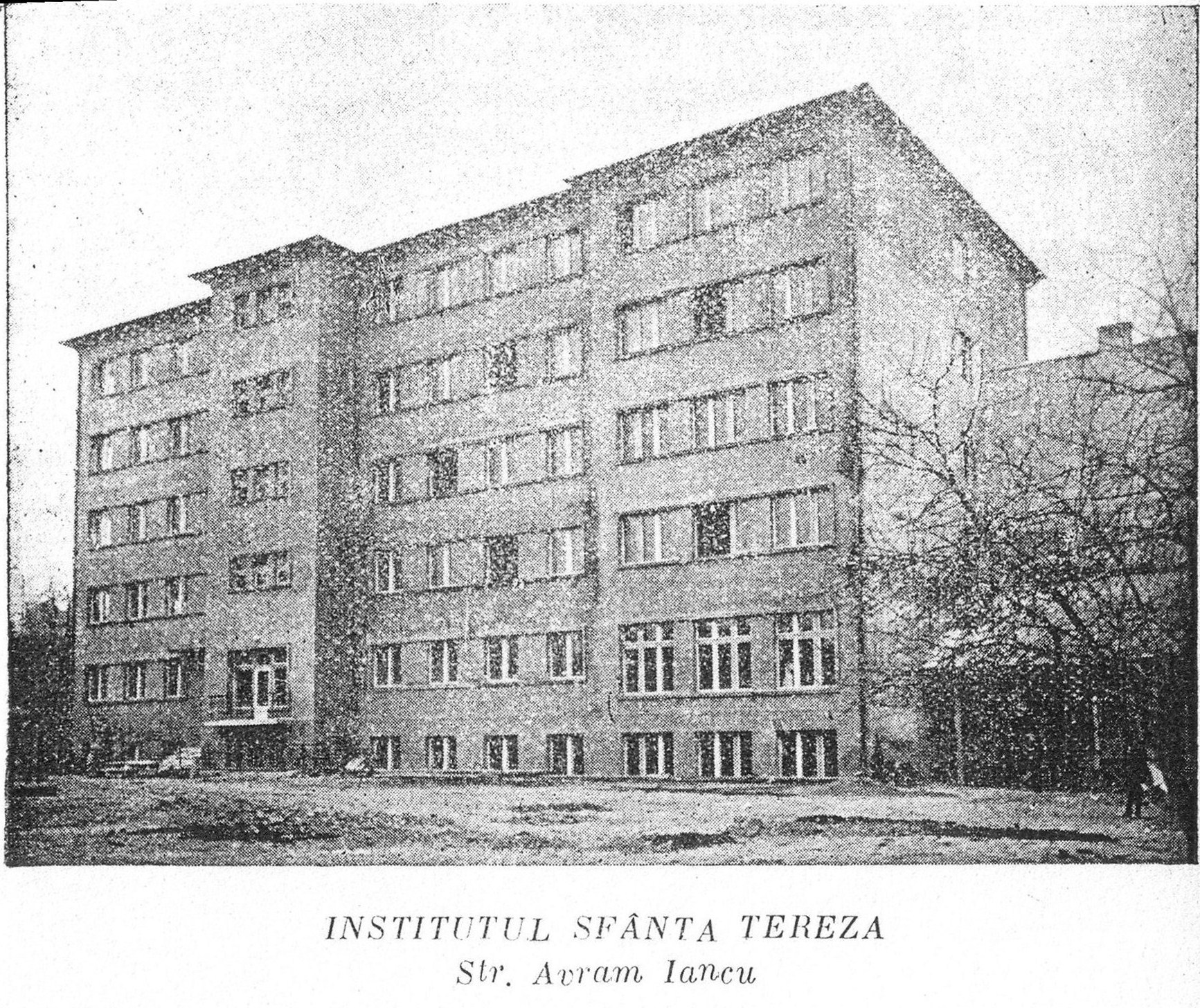
Corpul interbelic de clădire (internat şi săli de clasă), construit de Congregaţia Surorilor Maicii Domnului

Colegiul Național George Cosbuc din Cluj-Napoca, str. Avram Iancu nr.70-72, a fost înființat la 1 septembrie 1919 sub numele de Liceul de fete „Regina Maria”, printr-un ordin al Consiliului Dirigent al Transilvaniei, fiind la acel moment primul liceu românesc de fete din Transilvania. La momentul respectiv liceul avea șase clase, ajungând la 55 în momentul de față.
Aici au urmat studiile fiicele lui Ion Agârbiceanu, Lucian Blaga ș.a. 

## Denumiri de-a lungul timpului
În decursul timpului colegiul a purtat mai multe denumiri:
- 1919-1948: Liceul de fete „Regina Maria”
- 1948-1954: Liceul de fete nr. 1
- 1954-1958: Școala Medie nr. 2 cu caracter mixt
- 1959-1965: Școala Medie nr. 2 „George Coșbuc”
- 1965-1977: Liceul nr. 2 „George Coșbuc”
- 1977-1990: Liceul Industrial „George Coșbuc”
- 1990-1998: Liceul Teoretic „George Coșbuc”
- 1998-prezent: Colegiul Național „George Coșbuc”